# La Nueva Esperanza, Tapachula
La Nueva Esperanza är en ort i Mexiko.   Den ligger i kommunen Tapachula och delstaten Chiapas, i den sydöstra delen av landet, 900 km sydost om huvudstaden Mexico City. La Nueva Esperanza ligger 251 meter över havet och antalet invånare är 104.
Terrängen runt La Nueva Esperanza är platt söderut, men norrut är den kuperad. Runt La Nueva Esperanza är det ganska tätbefolkat, med 239 invånare per kvadratkilometer. Närmaste större samhälle är Tapachula, 4,9 km söder om La Nueva Esperanza. Trakten runt La Nueva Esperanza består till största delen av jordbruksmark.